# Pas de Calais
Cet article concerne le détroit. Pour le département français, voir Pas-de-Calais. Pour les homonymes, voir Pas de Calais (homonymie).
Le pas de Calais (Strait of Dover ou Dover Strait en anglais, trad. détroit de Douvres) est un détroit de la Manche, situé à l'extrémité orientale de celle-ci et limitrophe de la mer du Nord. Il sépare la Grande-Bretagne (ville de Douvres) de l'Europe continentale (ville de Calais). Il a donné son nom au département du Pas-de-Calais (auquel cas une majuscule à Pas est nécessaire ainsi que deux traits d'union).
Avec le détroit de Malacca, il est l'un des détroits maritimes les plus fréquentés du Monde par la marine marchande, avec un trafic d'environ 400 navires par jour qui transitent entre Manche et mer du Nord, étant la principale voie d'accès vers les ports du range nord-européen depuis l’Atlantique, mais il est aussi l'un des plus traversés par le transport maritime de passagers entre l'Europe continentale (Calais) et la Grande-Bretagne (Douvres). Environ 25 % du trafic mondial de marine marchande et de passagers emprunte ce détroit selon le CROSS. 
Les conditions de navigation y cumulent plusieurs facteurs de dangerosité ; vents (196 bulletins météorologiques spéciaux signalant des vents supérieurs à 7 Beaufort ont été émis par Météo France en 2007), courants forts et régime des marées plus vif en raison du goulot que crée le détroit. Ces trois facteurs influent sur la manœuvrabilité des navires en avarie ou en action de pêche ou ceux que le tirant d'eau expose au courant ou au vent. De plus, de nombreux bancs de sable sont susceptibles de se déplacer. C'est pourquoi les flux de grands navires doivent s'insérer dans un dispositif de séparation du trafic (DST) qui organise le trafic longitudinal du détroit sur plus de 120 milles de long, avec une voie montante côté français et une voie descendante côté anglais. Des bancs naturels de sable servent de séparateurs. Des zones de moins de 12 mètres de profondeur sont localement signalées sur les cartes marines (banc de Bassurelle dans la voie N-E) afin que les navires à grand tirant d’eau (jusqu'à 22,60 m) les évitent. La France et le Royaume-Uni ont décidé par une déclaration publique du 2 novembre 1988 d'ouvrir la circulation du détroit à la navigation internationale.

## Géographie

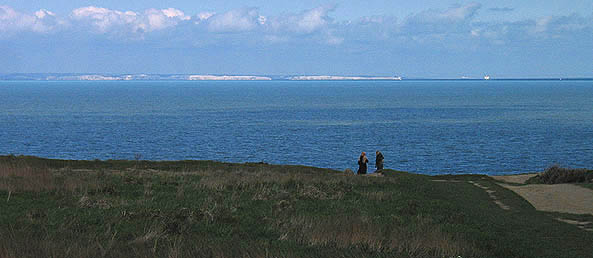
Les falaises de Douvres (Angleterre) vues depuis le cap Gris-Nez (France).

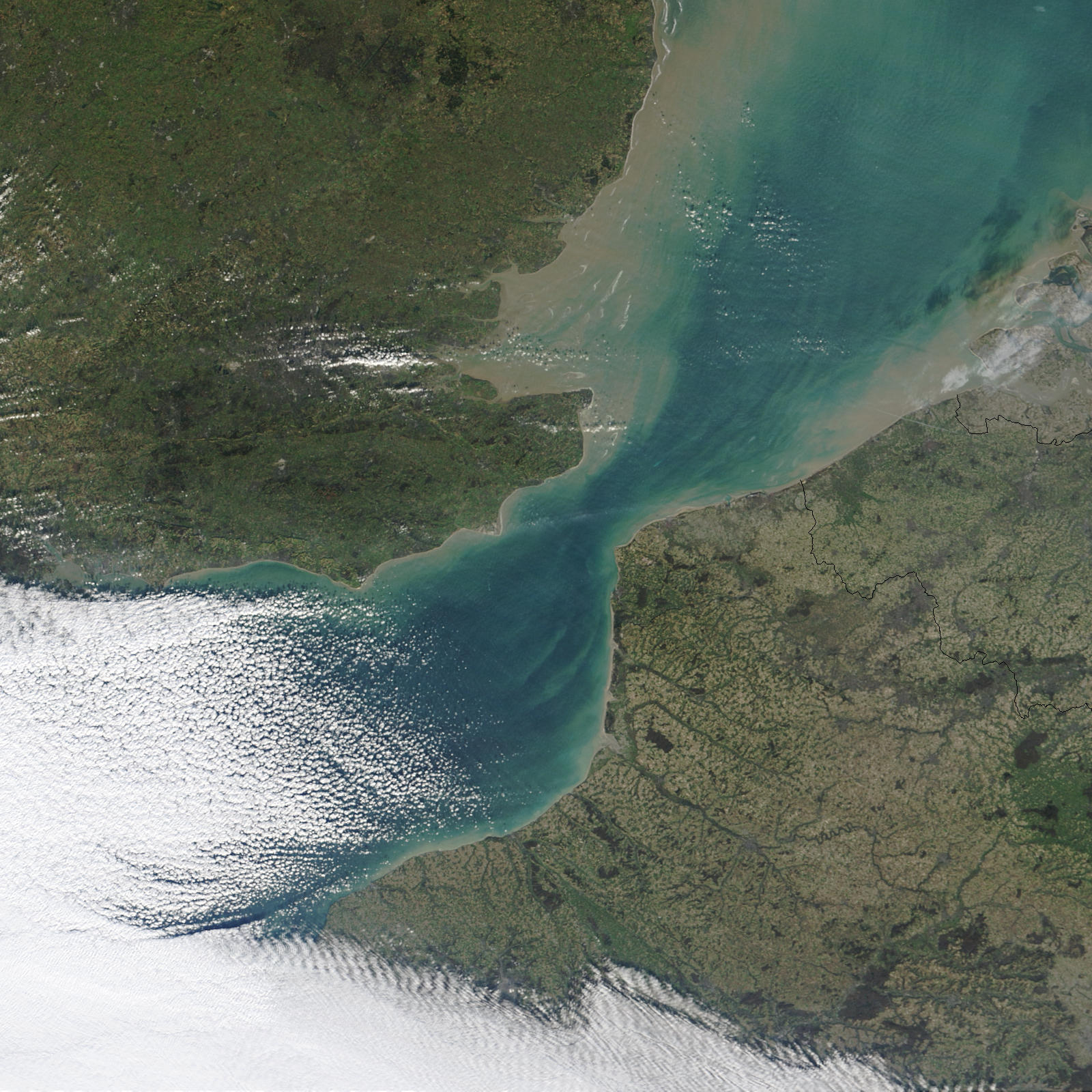
Vue satellite du pas de Calais, et des panaches turbides libérés en mer par les fleuves (Tamise notamment, ici à marée montante)

Le détroit est surtout connu comme la principale des deux voies maritimes d'accès aux grands ports du Nord de l'Europe comme Rotterdam, Amsterdam, Anvers ou Hambourg, lesquels génèrent un important et constant flux de marchandises vers l’intérieur du continent. Enfin, le trafic transmanche de passagers entre le port français de Calais et le port britannique de Douvres est un des plus intenses en Europe et dans le monde.
Dans sa plus petite largeur, entre la ville de Douvres en Angleterre et le cap Gris-Nez en France, ce détroit mesure 33,3 km, mais le chenal navigable ne dépasse pas 28 km. 
De relativement faible profondeur (20 à 30 m), le détroit abrite aussi un réseau de dunes sous-marines (ou « dunes hydrauliques ») qui se déplacent (de 40 à 70 m par an) et se modifient sous l'effet des courants et des marées.

### Origine et caractéristiques géologiques
Ce détroit cénozoïque s'est ouvert au Paléogène puis refermé à l'Éocène supérieur et enfin se serait à nouveau ouvert au Quaternaire moyen probablement à la suite d'un évènement catastrophique (mégatsunami induit, dans le contexte de la dernière déglaciation, par les glissements de terrain de Storegga il y a environ 8 100 ans,,,). Sa structure géologique est « remarquable » pour l'Europe et le Nord de la France, pour son inversion tectonique (cénozoïque) par étapes.
Durant le Pliocène, les foraminifères (connus par leurs fossiles) sont les mêmes des deux côtés du détroit. 

« Une ré-analyse du littoral messinien (Diestien des Noires Mottes), de la série des Monts de Flandres, prolongement de la flexure de Landrethun, et de la formation de la Slack, ainsi que la découverte d'une nouvelle formation (formation de Wimille, interne au Boulonnais), tous scellés par un cuirassement, témoignent d'une ouverture du Pas-de-Calais lors de la crise tectonique du Messinien, en relation avec l'évolution de la Manche orientale et de son réseau de paléovallées ».

### Paléopaysages récents, préhistoire

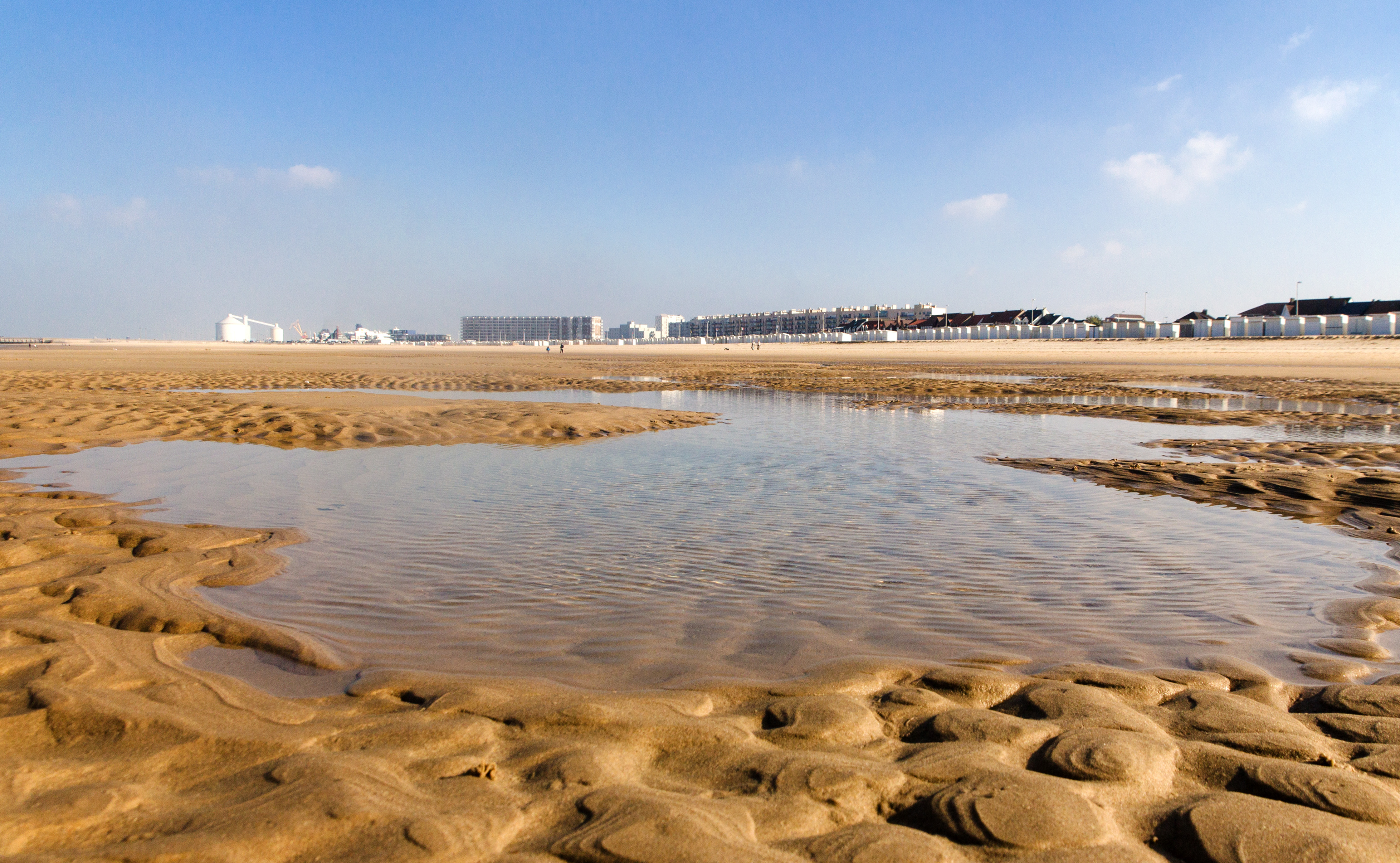
Plage de Calais à marée basse en 2016.

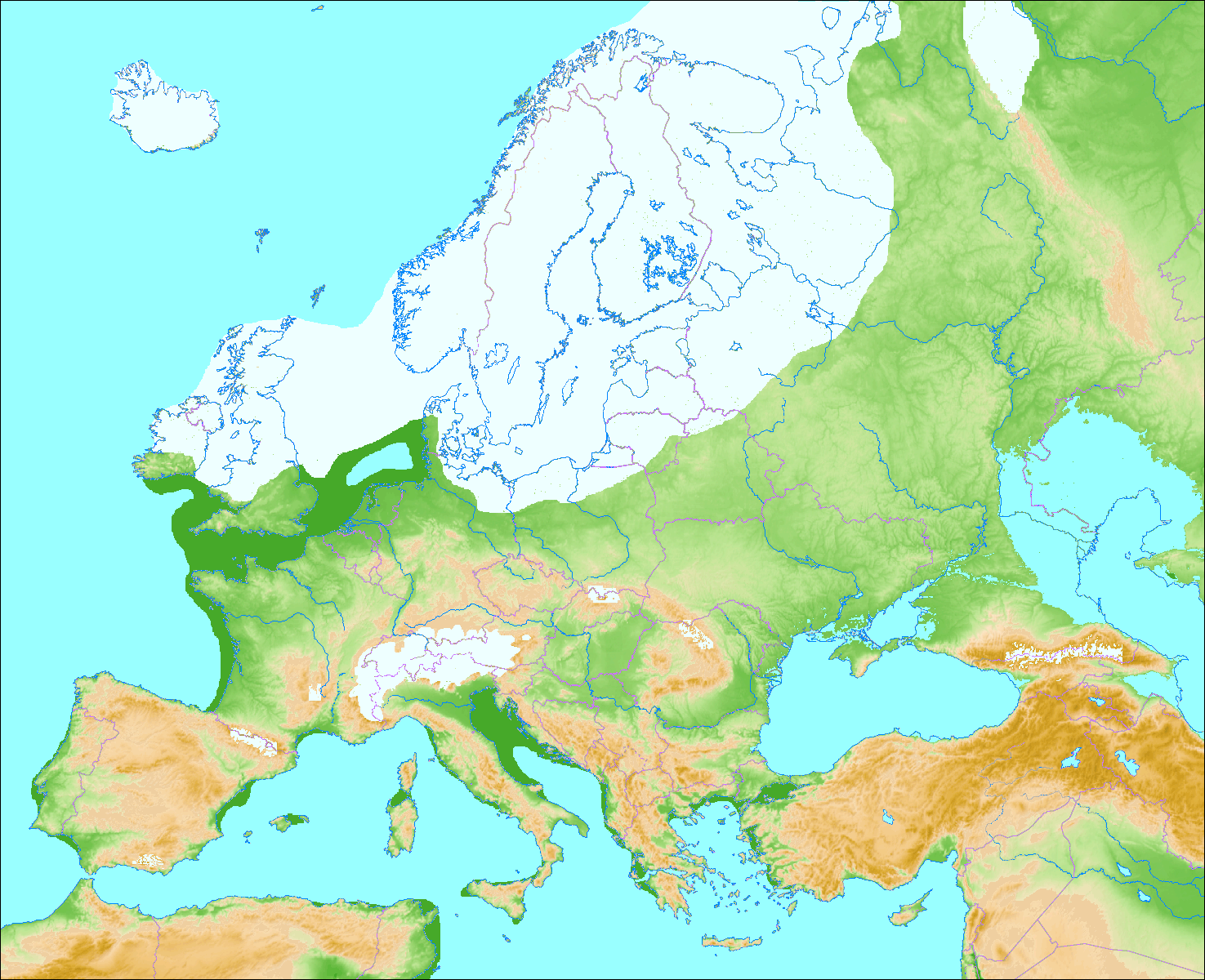
L'Europe pendant les dernières glaciations.

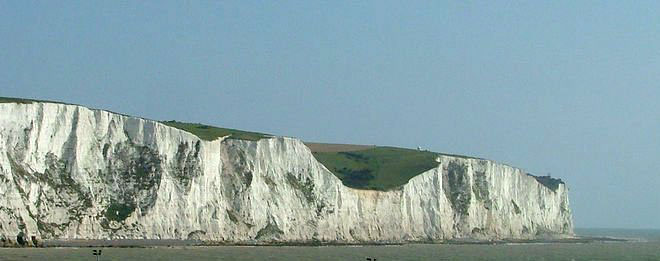
Falaises de Douvres en 2004.

Depuis la dernière glaciation, la mer a remonté de plus de 100 m de hauteur dans cette région. Lors de la dernière déglaciation le détroit a été rouvert il y a 9 000 ans environ, alors que la déglaciation finnoscandinave s'achevait mais que l'Amérique du Nord était encore en grande partie recouverte de glace.
À la suite d'une série d'avancées et reculs successifs de la mer ou d'anciens fleuves respectivement aux interglaciaires et périodes glaciaires, la sédimentologie de cette zone est très complexe. L'étude des anomalies de Bouguer ainsi que la cartographie des fonds, des forages et des études sismiques visent à mieux comprendre comment ont évolué les faciès sédimentaires de ces fonds marins périodiquement inondés puis exondés et érodés.
Des études récentes notamment conduites avec l'Université de Lille 1 et Ifremer ont permis de mieux détecter les anciennes vallées (« paléovallées »), le tracé des anciens cours d'eau ainsi que certaines de leurs terrasses fluviatiles, autant d'éléments géomorphologiques invisibles car aujourd'hui sous la mer et recouverts de grandes structures sédimentaires (graviers, bancs et dunes de sable, etc.). Ces études permettent aussi d'évaluer leurs variations de parcours et d'état au gré des avancées et reculs de la mer lors des derniers cycles glaciaires et interglaciaires, ce qui est utile pour anticiper les effets du dérèglement climatique de l'actuel «  Anthropocène ». 
C'est le cas pour la Somme et du « paléo-réseau fluviatile » de la Manche entre la Mer du Nord et l'Atlantique qui a commencé à être cartographié sur la base de données bathymétriques et sismiques pour la Manche orientale dans les années 1980. Des travaux récents sur 120 km2 devant la Picardie ont permis - grâce à une sismique plus précise (profils établis tous les 200 m) - de retrouver la forme de paléochenaux anciens, avec par exemple un ancien chenal à méandres entre Somme et Authie au large de l'actuelle Picardie.

### Écologie sous-marine et marine
Perpendiculairement au courant, les ridens rocheux sont également un habitat écologique rare qui abrite de nombreuses espèces inféodées à ce milieu. 
En raison de l'effet « goulot d'étranglement » du détroit, les courants y sont rapides (parmi les plus rapides au monde), la turbidité moyenne y est élevée (variant selon les conditions de marée et de vent, la teneur de l'eau en micro- et nanoplancton et les apports des fleuves, via les trois principaux « estuaires picards »), et les surcotes de haute ou basse mer peuvent être importantes.
Selon les dernières évaluations, le flux total de matières en suspension est dans le détroit d'environ 20×106 t par an dans le sens Manche vers Mer du Nord.

### Caractéristiques biogéographiques

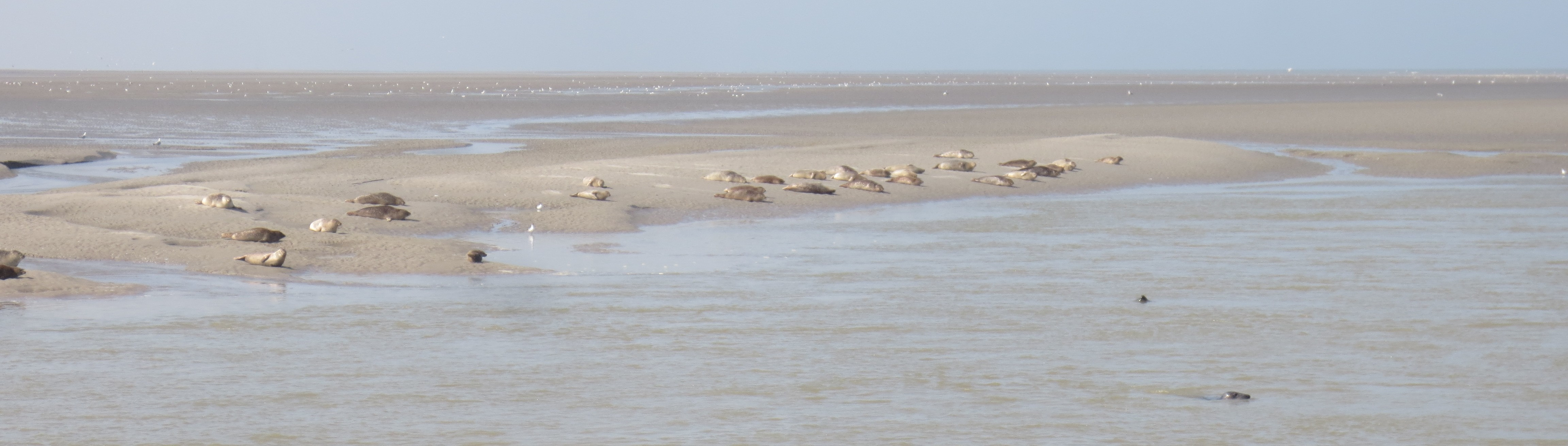
Phoques sur la plage de Berck en 2017.

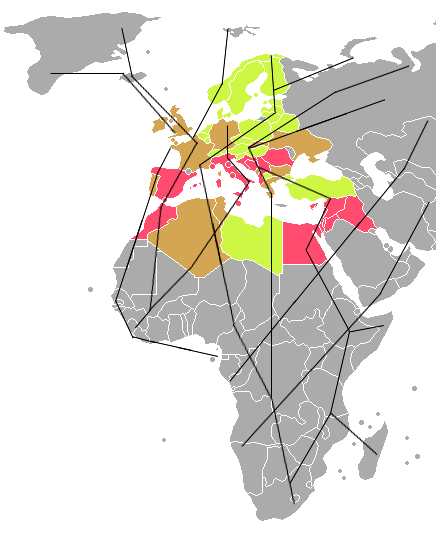
Routes des oiseaux migrateurs entre l'Europe et l'Afrique. Chasse illégale forte (rouge), moyenne (brun), faible (vert), sans statistiques (gris), 2013.

Il y a 10 000 ans, la Grande-Bretagne était reliée au continent et ce détroit n'était qu'une vallée, traversée par les animaux y compris des mammouths comme celui de l'Aa découvert en 1908 : il arrive qu'on en trouve des dents, remontées par les chaluts. 
Au Moyen Âge, la baleine fréquentait les parages du détroit. On y voit encore une population relictuelle de phoques qui semble peu à peu reconstituer ses effectifs, mais de moins en moins de baleines ou autres grands cétacés (peut-être gênés par une pollution sonore sous-marine croissante, le trafic marchand de plus en plus dense et la pêche au chalut). Onze espèces de mammifères marins sont considérées comme permanentes en Manche / Mer-du-Nord (marsouin commun, dauphin commun, grand dauphin, dauphin bleu et blanc, dauphin de Risso, petit rorqual, rorqual commun, phoque gris, lagénorhynque à bec blanc, phoque veau marin et globicéphale noir). C'est dans le département du Nord qu'on trouve le plus de mammifères marins échoués pour la Manche/Mer-du-Nord, devant le pas de Calais et la Picardie,.

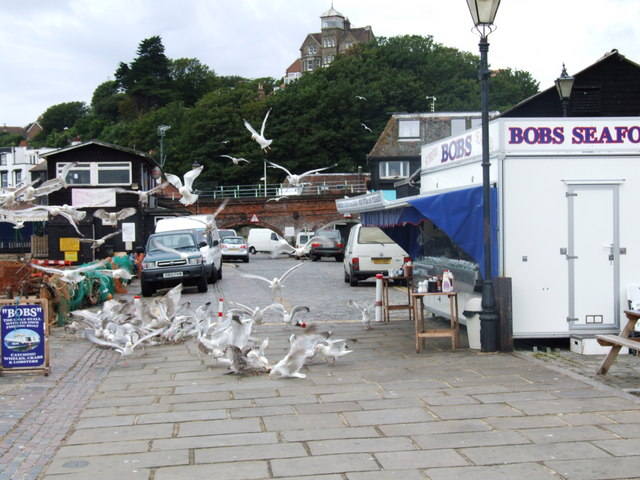
Mouettes sur le marché aux poissons de Folkestone, 2009.

Ce couloir biogéographique reste néanmoins une voie de migration aviaire majeure ; d'importance paneuropéenne pour la zone paléarctique nord-occidentale. Ces migrations peuvent être gênées par certaines installations littorales et portuaires et en particulier par la pollution lumineuse. C'est aussi une zone volontiers empruntée par certains oiseaux pour circuler entre France et Angleterre.
Une désignation obligatoire de sites du réseau Natura 2000 en mer, prévue avant mi-2008, a depuis été réalisée,.
Natura 2000 liste deux sites d'intérêt communautaire nommés « Bancs des Flandres », dont les surfaces se recoupent à peu près ; l'un comprend 112 919 ha protégés selon la directive Habitats, faune, flore, l'autre 117 167 ha protégés selon la directive Oiseaux.
1 023 hectares d'environnement côtier partagés entre les communes de Audinghen, Audresselles, Tardinghen et Wissant ont été classés site d'intérêt communautaire sous le nom de « Falaises du Cran aux Œufs et du Cap Gris-Nez, Dunes du Chatelet, Marais de Tardinghen et Dunes de Wissant ».

## Histoire

### Un passage stratégique

Les batailles du détroit
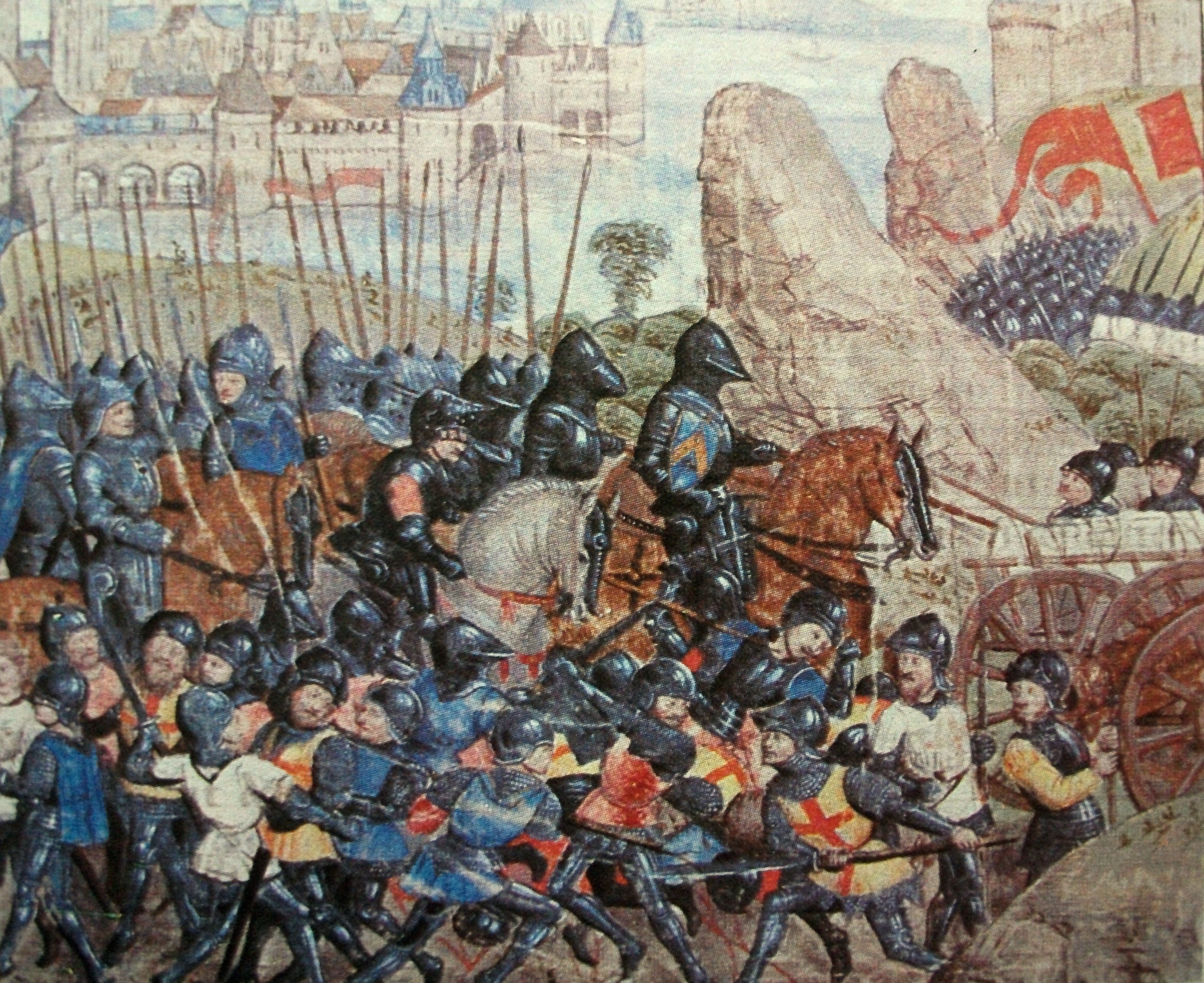
Le siège de Calais en 1346-1347, peinture anonyme.
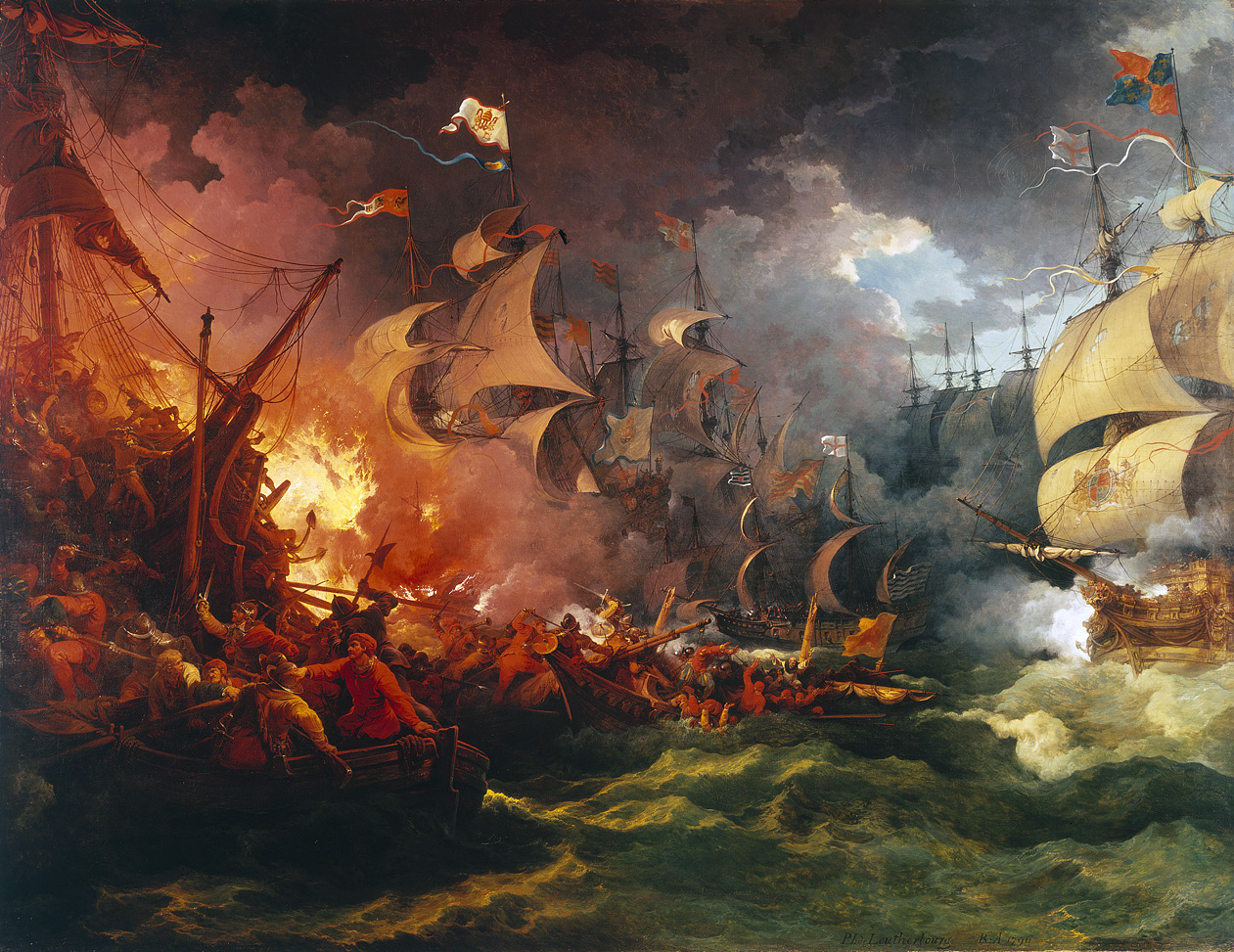
La grande Armada espagnole attaquée par les brûlots anglais à Gravelines en 1588, peinture de Philippe-Jacques de Loutherbourg, 1796.
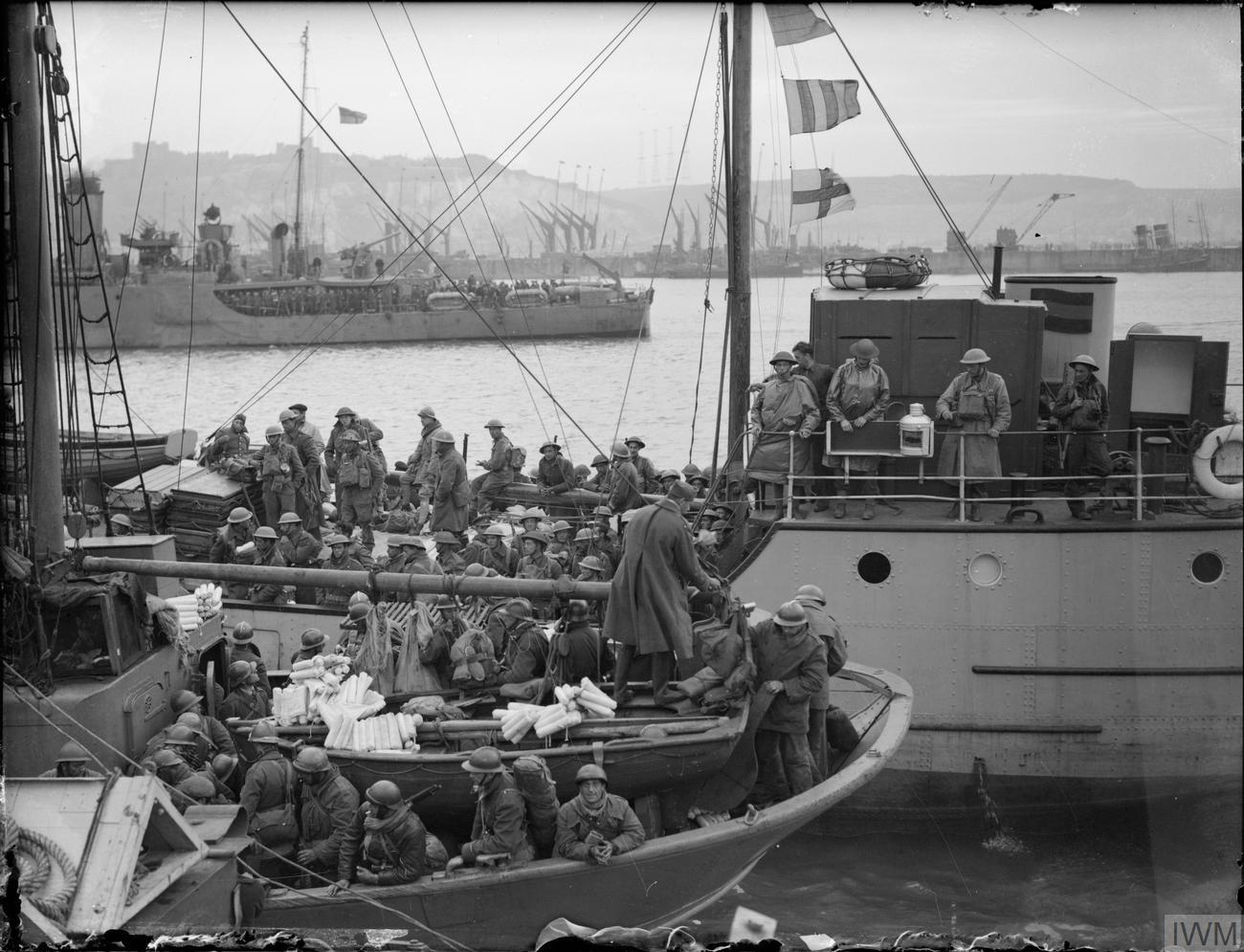
L'évacuation de Dunkerque par l'armée britannique, 31 mai 1940.

De tout temps, le détroit fut un enjeu militaire et commercial stratégique. C'est là que Jules César a débarqué en Grande-Bretagne. Du Moyen Âge aux deux guerres mondiales de nombreuses batailles ont eu pour enjeu la maîtrise du détroit, comme les sièges successifs de Calais de 1346 à 1944, la bataille de Gravelines en 1588, la bataille des Dunes en 1658. En 1804, Napoléon y a planté le camp de Boulogne destiné à préparer l'invasion de l'Angleterre. En 1940, l'évacuation de Dunkerque a permis de sauver l'armée britannique encerclée. La construction du mur de l'Atlantique par les Allemands en 1944 a laissé de nombreux blockhaus au cap Blanc-Nez et au cap Gris-Nez. 
Plus de 70 épaves sous-marines ont été identifiées, avec de nombreuses munitions immergées ou perdues en mer, qui réapparaissent ou que les pêcheurs peuvent récupérer dans leurs filets. En 2007, le CROSS Gris-Nez a dû superviser la gestion de 62 découvertes d'engins dangereux (opérations NEDEX).
De façon plus pacifique, la traversée du détroit constitue également un défi relevé par de nombreux sportifs, en particulier à la nage : traversée de la Manche à la nage, mais aussi de nombreuses autres façons (le 5 mai 1929, une femme traverse le détroit en hydrocycle), comme la planche à voile…

### Joindre la France à l'Angleterre par les airs, par un pont ou par un tunnel…
Ce fut un projet plusieurs fois conçu, tenté et finalement conclu par Eurotunnel. Ainsi Louis Barron évoquait en 1899 cet « Admirable projet, plusieurs fois conçu en 1750, en 1802, en 1838, essayé en 1868, démontré possible et retardé, hélas! par d'invincibles préventions, mais que tôt ou tard les peuples, désabusés, abjurant les haines séculaires, sauront réaliser pour leur bien commun. On verra peut-être alors surgir du milieu, du détroit sur le banc de sable de Varne, exhaussé par les ingénieurs, une ville internationale, merveilleusement agencée pour servir de refuge aux innombrables vaisseaux qui sillonnent incessamment le passage océanique le plus fréquenté du monde! ».
- 1785 : le 7 janvier Jean-Pierre Blanchard et John Jeffries traversent le détroit en montgolfière et atterrissent dans la forêt de Guînes. On élève une colonne dans la forêt pour marquer cette première traversée réussie et le ballon et la nacelle sont transportés au Musée de Calais[28].
- 1909 : le 25 juillet, Louis Blériot est le premier homme réussissant à traverser la Manche aux commandes d'un avion. Le hameau d'où il est parti est rebaptisé en son honneur Blériot-Plage.
- 1888 : le 1er janvier, selon le journal Le Moniteur, des ingénieurs des grandes usines du Creusot dessinent les plans et préparent les devis du pont sur la Manche proposé par l'amiral Cloué (ancien ministre de la marine). Ce pont devait reposer sur d’énormes pilastres maçonnés de 50 mètres de haut pour que les plus grands navires puissent passer dessous. Le pont lui-même aurait été en fer et préparé au Creusot. Il partirait du cran aux Œufs, au sud du cap Gris-Nez pour conduire à Folkestone ; ce tracé n'est pas le plus court, mais il touche les fonds les moins profonds. Selon le journal, le ministre des travaux publics français a favorablement accueilli l'idée d'un pont entre la France et l'Angleterre[réf. souhaitée].
- Le détroit (ou channel en anglais) devient l'un des symboles de l’entente cordiale conclue entre la France et le Royaume-Uni, notamment concrétisée par la réalisation du tunnel sous la Manche ouvert à la circulation le 1er juin 1994. Ce tunnel a considérablement allégé le trafic transversal des ferrys tout en permettant d'augmenter les flux transmanche de passagers et de touristes.

### La route des migrants
À partir des années 1990, le détroit devient une voie importante de migration illégale, tandis que les gouvernements des deux rives renforcent les mesures de contrôle frontalier : des dizaines de milliers de migrants venus des Balkans, d'Afrique et du Moyen-Orient transitent par le Centre de Sangatte, actif de 1999 à 2002, puis, de façon informelle, par la « jungle de Calais », détruite en 2016, en cherchant une opportunité pour passer au Royaume-Uni. Depuis la fin de 2018, les tentatives de franchissement illicite en bateau se multiplient : plus de 9 500 en 2020 soit quatre fois plus qu'en 2019. La traversée est risquée en raison du fort trafic maritime, des courants et de la température de l'eau : 4 migrants y ont laissé la vie en 2019, 6 sont morts et 3 disparus en 2020. À partir de janvier 2021, le Brexit s'accompagne d'un renforcement des contrôles ; plusieurs milliers de migrants en attente restent bloqués sur la rive française, leur statut administratif étant incertain. Environ 15 400 migrants tentent de traverser la Manche entre le 1er janvier et le 31 août 2021 dont 3 500 sont « récupérés en difficulté » et ramenés sur les côtes françaises.

### Concertations locales
Les départements français du Pas-de-Calais et du Nord, la province de Flandre-Occidentale en Belgique et le comté de Kent font partie de l'Initiative des détroits d'Europe (European Straits Initiative), lancée en 2009 et regroupant des collectivités locales riveraines de huit détroits européens, de la mer Baltique à la mer Méditerranée,. Ce réseau n'a qu'un rôle de recommandation et n'a pas accès aux données économiques ou militaires concernant le trafic des détroits.

## Sécurité maritime

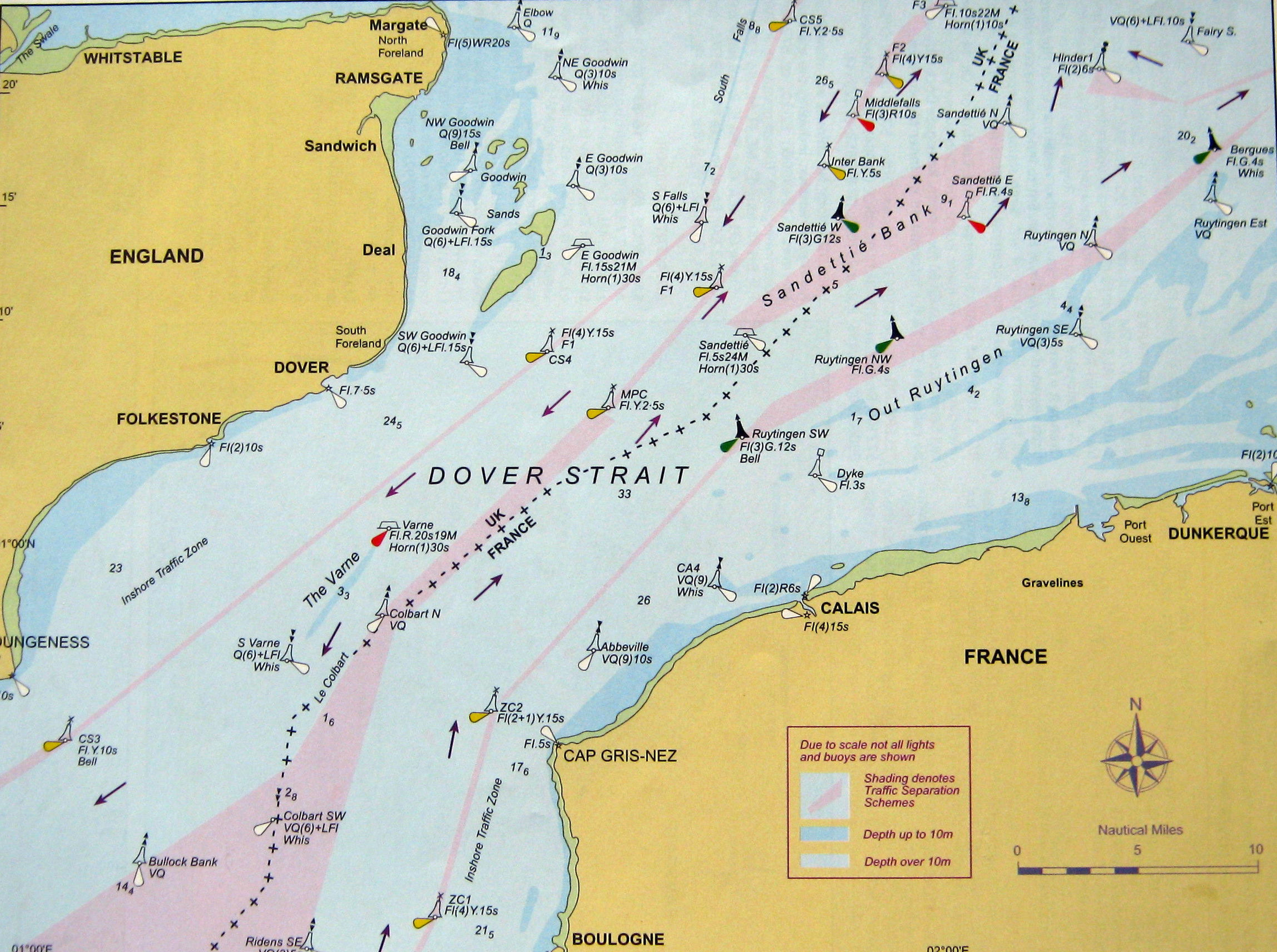
Carte de circulation maritime du Pas de Calais.

La circulation maritime dans le pas de Calais est une des plus importantes du monde avec jusqu'à 800 navires par jour dont 250 dangereux ou transportant des matières dangereuses (« navires à déclaration obligatoire »). Le risque de collision entre deux navires est en théorie maximal lors des tempêtes ou grandes marées et dans les zones de croisement du DST ainsi que dans les « eaux resserrées ». En 2006, « 59 navires de commerce ont signalé au CROSS des avaries ou événements restreignant leurs capacités normales de navigation ». Ce chiffre est stable et concerne le plus souvent des « avaries bénignes sur le moteur principal et les systèmes associés », mais le risque d'un accident grave et/ou très polluant est permanent.
Les navires circulent de plus à des vitesses très différentes (4 à 26 nœuds) dans une même voie de circulation, tout en se croisant. Le CROSS a suggéré que l'Organisation maritime internationale puisse proposer la création d'« un couloir dédié au trafic traversier des navires à passagers sur l'axe au 300°/120° (cap Blanc-Nez – Douvres) ».
Le CROSS Gris-Nez et son partenaire anglais veillent au respect des règles de navigation, mais s'ils peuvent s'appuyer sur le système Vessel Monitoring System (en) (VMS) de localisation des navires de pêche de plus de 15 mètres, ce dernier ne fonctionne qu'avec un décalage de 90 minutes et de nombreux petits bateaux ne sont pas identifiables à distance ; dans cette zone les navires montant et descendant doivent s'insérer le plus harmonieusement possible dans les « rails » du dispositif de séparation du trafic (DST). Ce problème est en passe d'être résolu par la généralisation de l'emport de système d'identification automatique sur les navires. Le CROSS et le MRCC Douvres échangent des personnels dans le cadre de leur coopération. Ils diffusent des renseignements utiles à la sécurité maritime et fournissent si nécessaire une aide ponctuelle à la navigation et dans le cadre du Mémorandum d’entente de Paris (MOU). Le CROSS doit signaler aux autorités compétentes les navires dont le comportement laisse supposer une non-conformités aux normes de sécurité en vigueur (19 signalements en 2006, et 41 en 2007, année durant laquelle des constats pour 31 infractions aux règles de navigation ont été suivies de poursuites.). Le CROSS peut être assisté du sémaphore de Boulogne-sur-Mer ou demander une assistance nautique ou aérienne.
Ce trafic nord-sud déjà intense croise celui des plaisanciers, des pêcheurs et surtout des ferrys et vedettes rapides assurant la traversée entre la France et l'Angleterre et notamment entre Calais et Douvres (les deux premiers ports mondiaux quant au trafic de passagers).
En 2006, la pêche professionnelle était couramment pratiquée dans le DST, et dans les couloirs d’évolution des ferries entre Calais et Douvres, dans la bande des 12 milles, fréquemment sans activation de l’AIS, et le CROSS se plaignait encore en 2006 du fait que les « professionnels ont pris l’habitude de ne pas répondre aux interrogations VHF de Gris-Nez : cela n’est plus acceptable. En permanence le CROSS est confronté à l’absence de réponse de la part des pêcheurs lorsqu’il tente un contact ». En 2006, la DRAM de Boulogne a saisi le préfet maritime pour qu'il impose (par arrêté) une veille VHF obligatoire.
Un autre problème signalé par les CROSS dont celui du Gris-Nez est la mauvaise compréhension de l’anglais maritime par les plaisanciers et patrons-pêcheurs français. « Est-il encore acceptable que deux navigants ne puissent pas se comprendre sur des termes maritimes usuels simples ? » s'interrogeait le CROSS en 2006.
Les accidents
Ils sont rares dans le détroit qui est l'un des plus surveillés au monde, mais le risque reste élevé.
Selon le CROSS, en décembre 2002, la collision du Tricolor, transporteur d'automobiles norvégien avec deux navires avant de s'échouer à faible profondeur a rappelé que de grands navires pouvaient encore se percuter, malgré les progrès des radars et télécommunications (pour éliminer l'épave, dangereux obstacle à la navigation, il a fallu la découper sur place). En 2006, le Star Herdla a percuté le Cap Bradley chargé de 30 000 tonnes de naphte. Le chalutier Maria Magdalena a percuté le tanker Ceylon le 17 mai 2006 et le chalutier Le Précurseur a percuté le cargo Paper star le 2 juin 2006. En 2007, entre autres abordages, le CROSS signale le 5 mars, au niveau de la bouée Ridens (point tournant), un accrochage entre le porte-conteneur « MSC KATHERINE ANN » (184 m de long, de port en lourd 20 169 tonnes) et l’« OOCL QINGDAO », long de 322,9 m, de port en lourd 99 539 tonnes) à 14 milles dans le Sud-Ouest du cap Gris-Nez. Les dégâts ne sont que mineurs mais l'accident aurait touché une zone Natura 2000 en mer.
Les produits dangereux
Transitant par le détroit, ils créent un risque majeur.
Selon le CROSS Gris-Nez, pour la seule année 2006, et selon les déclarations faites par les navires ; 276 867 940,94 t (plus de 276 millions de t) de produits dangereux y ont transité, réparties comme suit, :
- IMO 1 (explosif) : 340 645,81 t en 2007 (0,12 % des marchandises dangereuses) et 284 105,76 t en 2008 (0,09 % des marchandises dangereuses) ;
- IMO 2 (gaz) : 15 398 854,61 t en 2007 (5,6 % des marchandises dangereuses) et 12 776 292,68 t en 2008 (3,92 % des marchandises dangereuses) ;
- IMO 3 (liquide inflammable) : 217 861 580,33 t en 2007 (78,7 % des marchandises dangereuses) et 203 976 910,55 t en 2008 (62,6 % des marchandises dangereuses) ;
- IMO 4 (solide inflammable) : 4 621 440,43 t en 2007 (1,7 % des marchandises dangereuses) et 60 264 793,44 t en 2008 (18,48 % des marchandises dangereuses) ;
- IMO 5 (oxydant) : 1 382 265,89 t en 2007 (0,5 % des marchandises dangereuses) et 1 414 865,46 t en 2008 (0,43 % des marchandises dangereuses) ;
- IMO 6 (matériaux toxiques et substances infectieuses) : 2 616 712,56 t en 2007 (0,9 % des marchandises dangereuses) et 1 619 362,47 t en 2008 (0,5 % des marchandises dangereuses) ;
- IMO 7 (matériaux radioactifs) : 86 132,45 t en 2007 (0,03 % des marchandises dangereuses) et 102 631,95 t en 2008 (0,03 % des marchandises dangereuses) ;
- IMO 8 (matériaux corrosifs) : 5 941 882,24 t en 2007 (2,14 % des marchandises dangereuses) et 5 652 489,51 t en 2008 (1,73 % des marchandises dangereuses) ;
- IMO 9 (divers) : 28 618 426,62 t en 2007 (10,33 % des marchandises dangereuse) et 39 936 650,80 t en 2008 (12,25 % des marchandises dangereuses) ;

832 navires à grand tirant d’eau (tirant d’eau de plus de 16 mètres) et de 322 convois de remorquage ont nécessité en 2006 un suivi plus particulier en raison de leurs faibles capacités de manœuvre. Ils étaient 1 088 (navires à grand tirant d’eau) et 302 (convois de remorquage) en 2007.

### Trafic Nord/Sud et transversal
Trafic longitudinal
Le détroit est traversé depuis 1994 par le tunnel sous la Manche, cependant le trafic maritime a continué à croître.
Depuis 1998, une résolution de l’OMI confie au CROSS Gris-Nez et à son homologue anglais (Dover Coastguard) la mise en œuvre conjointe du système de compte-rendu de navires obligatoire depuis le 1er juin 1999 pour les navires transitant dans le DST et ses eaux adjacentes. Ces derniers doivent signaler systématiquement au CROSS, leur identité, leur voyage le volume et les catégories de marchandises dangereuses transportées à bord. En 2006, ce sont ainsi 59 674 navires (dont 44 421 navires « CRO » (et 45 023 en 2007, soit + 1,35 % en 1 an) rien que dans la voie montante qui ont été enregistrés dans le DST du Pas de Calais. Ceci correspondait en 2006 à 163 navires/jour en moyenne remontant vers le nord, soit + 3,5 % par rapport à 2005). Les Anglais en enregistrent chaque année un nombre approchant pour la voie descendante, soit un total de plus de 88 000 navires par an, rien que pour la circulation longitudinale en 2006 (243 navires/jour en moyenne en 2006 et 246 navires/jour en 2007).

### Types de navires (par ordre de fréquence)[36]
Trafic longitudinal
- cargos polyvalents (18 227 en 2006, 16 858 en 2007) ;
- porte-conteneurs (12 045 en 2006, 12 370 en 2007) ;
- navires-citernes (15 723 en 2006, 15 816 en 2007).

La loi demande aux pétroliers de plus de 600 tonnes de port en lourd naviguant dans la zone maritime particulièrement vulnérable des eaux d’Europe occidentale de se déclarer ; ils étaient 1 829 en 2008.
- vraquiers (9 585 en 2006, 5 881 en 2007) ;
- et seulement 487 navires à passagers dans le sens longitudinal.

En 2007 et 2008, 22 à 23 % des navires transitant dans le DST sont des navires destinés à exclusivement transporter des matières dangereuses (pétrole, produits chimiques, méthane et autres substances inflammables, explosives ou toxiques…). Et en 2008, selon le CROSS, plus de 36 % des navires empruntant le DST étaient âgés de plus de 15 ans.
Trafic transversal (« trans-manche »)
Les navires de passagers et transbordeurs ont en 2006, selon le Cross Gris-Nez effectué à eux seuls 18 001 rotations pour l'année 2007 et 19 095 pour l'année 2008 (plus de 90 navires par jour en mer).

### Pavillons les plus fréquents pour laflotte marchande
Selon le CROSS, en 2006, les pavillons les plus fréquents étaient souvent des pavillons européens ou de complaisance ;
- Antigua-et-Barbuda (6 632 en 2007, 6 523 en 2008) ;
- Grande-Bretagne (4 960 en 2007, 4 960 en 2008) ;
- Panama (4 766 en 2007, 4 773 en 2008) ;
- Pays-Bas (4 655 en 2007, 4 576 en 2008) ;
- Bahamas (3 212 en 2007, 3 120 en 2008) ;
- Liberia (3 679 en 2007, 4 186 en 2008) ;
- Îles Marshall (1 630 en 2008).

### Contrôle des pêches
Il est effectué par les services de l'État, sous l'égide du CROSS Gris-Nez qui participe depuis décembre 2005 à des opérations franco-britannique de contrôle des pêches (la première a duré 2 jours avec 8 navires de 4 pays contrôlés ; tous ont fait l'objet d’un PV d’infraction). En 2007, 266 inspections physiques ont été menées en 2007 (pour un total de 733 ayant mis en évidence 624 infractions dans les 3 régions couvertes par le CROSS)

### Pollutions marines
Elles sont souvent le fait d'avaries (pertes d'huiles par l'arbre d'hélice par exemple) ou de rejets illicites d'hydrocarbures. Dans ce dernier cas, le CROSS est chargé de la recherche des preuves, sous l’autorité du procureur de la République compétent et du préfet maritime. En 2007, sur 27 observations aériennes (220 heures de vol) ou satellitaires, seules 3 ont pu être attribuées à un responsable. Sur demande du juge du tribunal correctionnel spécialisé du Havre (pour la zone Manche), le CROSS peut dérouter un navire pour inspection et enquête.
Des exercices POLMAR (Lutte anti-pollution en mer) sont pratiqués périodiquement (ex. : 25 mai 2007 au large de Boulogne-sur-Mer).